# Christian Juel
Christian Juel   (Randers, 25 de gener de 1855 - Copenhaguen, 24 de gener de 1935) va ser un matemàtic danès, especialitzat en geometria.

## Vida i Obra
Juel va estudiar a Svendborg, al sud de l'illa de Fiònia. En acabar els seus estudis secundaris, va continuar estudis a la Universitat Tècnica de Copenhaguen entre 1871 i 1875. Sota la influència de Julius Petersen, va inclinar-se per les matemàtiques pures i va matricular-se a la Universitat de Copenhaguen, on va estudiar sota Hieronymus Georg Zeuthen. Va acabar els seus estudis universitaris el 1879 i es va doctorar el 1885. A partir de 1894 va ser professor de la Universitat Tècnica de Copenhaguen i, ocasionalment, també va donar classes a la Universitat de Copenhaguen. El 1925, en jubilar-se, va ser substituït per Jakob Nielsen. Va ser cunyat del també matemàtic Thorvald Nicolai Thiele.
Juel és conegut, sobre tot, per haver estat el re-descobridor d'un text antic de Caspar Wessel, publicat el 1799, en el que es donava per primer cop una interpretació geomètrica dels nombres complexos. També és l'autor d'una sèrie d'articles, publicats en el primer quart del segle xx, en els que ofereix una teoria de conjunt per les corbes i superfícies que posseeixen en comú certes característiques de continuïtat.